# On and On and On
«On and On and On» — песня шведской группы ABBA 1980 года для их альбома Super Trouper. Трек, имевший рабочие названия «Esses vad det svänger när man spelar jazz» и «'Til the Night is Gone», был выпущен как сингл в некоторых странах (в частности: США, Япония, Аргентина, Франция и Австралия). Второй стороной послужила песня «The Piper», также взятая с альбома Super Trouper.
После альбома Voulez-Vous, составленного преимущественно в стиле диско, Super Trouper показал заметное отхождение группы от этого музыкального жанра; возможно, это было связано с общим падением популярности диско-музыки на рубеже 1970-х-1980-х годов. Как следствие, для ABBA Lay All Your Love On Me и On and On and On стали последними диско-композициями.
Синглы достиг топ-10 в Австралии (а именно: стал № 9). Хотя песня достигла лишь 90-й позиции в американском Billboard Hot 100, она вместе с «Super Trouper» и «Lay All Your Love on Me» стала № 1 танцевального чарта США в мае 1981 года.
Ранняя версия песни, использованная в клипе, содержит ещё один куплет:
«Standing up is scary if you think you’re gonna fall /
Like a Humpty-Dumpty 'fraid of falling off your wall /
I say if you ever wanna know what’s going on /
Gotta keep on rocking baby, 'till the night is gone…»

## Позиции в чартах
| Страна выпуска (1980/1981) | Высшая позиция |
| -------------------------- | -------------- |
| Австралия                  | 9              |
| Франция                    | 18             |
| Япония                     | 52             |
| США                        | 90             |

## Кавер-версии
- Компиляция 1992 года ABBA: The Tribute содержит кавер-версию песни авторства шведского рок-музыканта Mats Ronander.
- Almighty Records выпустил несколько евродэнс-ремиксов группы Abbacadabra в конце 1990-х, некоторые присутствуют на компиляции 2008 года We Love ABBA: The Mamma Mia Dance Compilation[2].
- Новозеландская компиляция 1995 года Abbasalutely содержит версию Tall Dwarfs.